# Megas adnoumiastes
Le megas adnoumiastēs (en grec : μέγας ἀδνουμιαστής) est un office de cour d'importance moyenne dans l'Empire byzantin sous la dynastie des Paléologues.

## Histoire
Le titre peut se traduire par « grand énumérateur » et dérive de l’adnoumion, un terme lui-même issu du latin ad nomen, qui désigne le recensement des soldats. Les quelques mentions de cette fonction ne font référence qu’au megaloi adnoumiastai et non à de simples adnoumiastes,. Il semblerait que le rôle dévolu à ce fonctionnaire soit de maintenir à jour les listes des soldats. Selon le Livre des Offices du Pseudo-Kodinos, écrit peu après le XIVe siècle, le megas adnoumiastes est un officier subalterne du Grand domestique, le général en chef de l’armée byzantine. Il l’accompagne lors de ses inspections et note les soldats qui n’ont pas de chevaux ou d’armes, pour qu’ils puissent être équipés. Rodolphe Guilland suggère qu’il pourrait être le successeur de l’epi ton basilikon oplon (celui en charge de l’arsenal impérial), attesté sous Alexis III Ange mais rien ne permet de confirmer cette hypothèse. Les sources documentaires montrent que les détenteurs de la fonction s’occupe aussi de l’administration des terres conférées aux soldats, un rôle proche de l’apographeus. Il pourrait y avoir eu plusieurs megas admouniastes simultanément.
Dans le Livre des Offices, la fonction occupe le 46e rang dans la hiérarchie impériale, entre le questeur (koiastor) et le logothète de l'armée. Toutefois, dans une liste antérieure annexée à l’Hexabiblos, il est au cinquantième rang, entre l’aktouarios et le questeur. Une liste du XVe siècle le liste à la 41e place, entre l’epi ton deeseon et le koiastor. Selon le Pseudo-Kodinos, son uniforme est typique de ceux des courtisans de rang moyen : un skiadion brodé d’or, un kabbadion en soie, un skaranikon (un chapeau) recouvert d’or et de soie jaune avec des images de l’empereur à l’avant et à l’arrière.